# Sigfrid Monleón
Sigfrid Monleón (València, 1964), guionista i director de cinema valencià.
Ha estat nominat al Goya en tres ocasions, el 2002 pel guió de L'illa de l'holandès, el 2005 pel documental de diversos autors ¡Hay motivo!, i en 2008 pel documental El último truco, que tractava sobre la vida i obra del geni dels efectes especials Emilio Ruiz del Río.

## Filmografia
- L'illa de l'holandès (2001): Director i guionista
- Karlitos (2004): Guionista
- ¡Hay motivo! (2004): (Diversos directors) Director del segment "Adopción"
- Síndrome laboral (2005): Director i guionista
- La bicicleta (2006): Director i guionista
- Ja en tenim prou (2007): Codirector i coguionista
- El último truco (2008): Director i guionista (Documental sobre el geni dels efectes especials Emilio Ruiz del Río)
- El cònsol de Sodoma (2009): Director. Es tracta d'una adaptació de la biografia del poeta Jaime Gil de Biedma escrita per Miguel Dalmau. La pel·lícula va causar una gran polèmica.[2]